# Stadtarchiv Wiener Neustadt

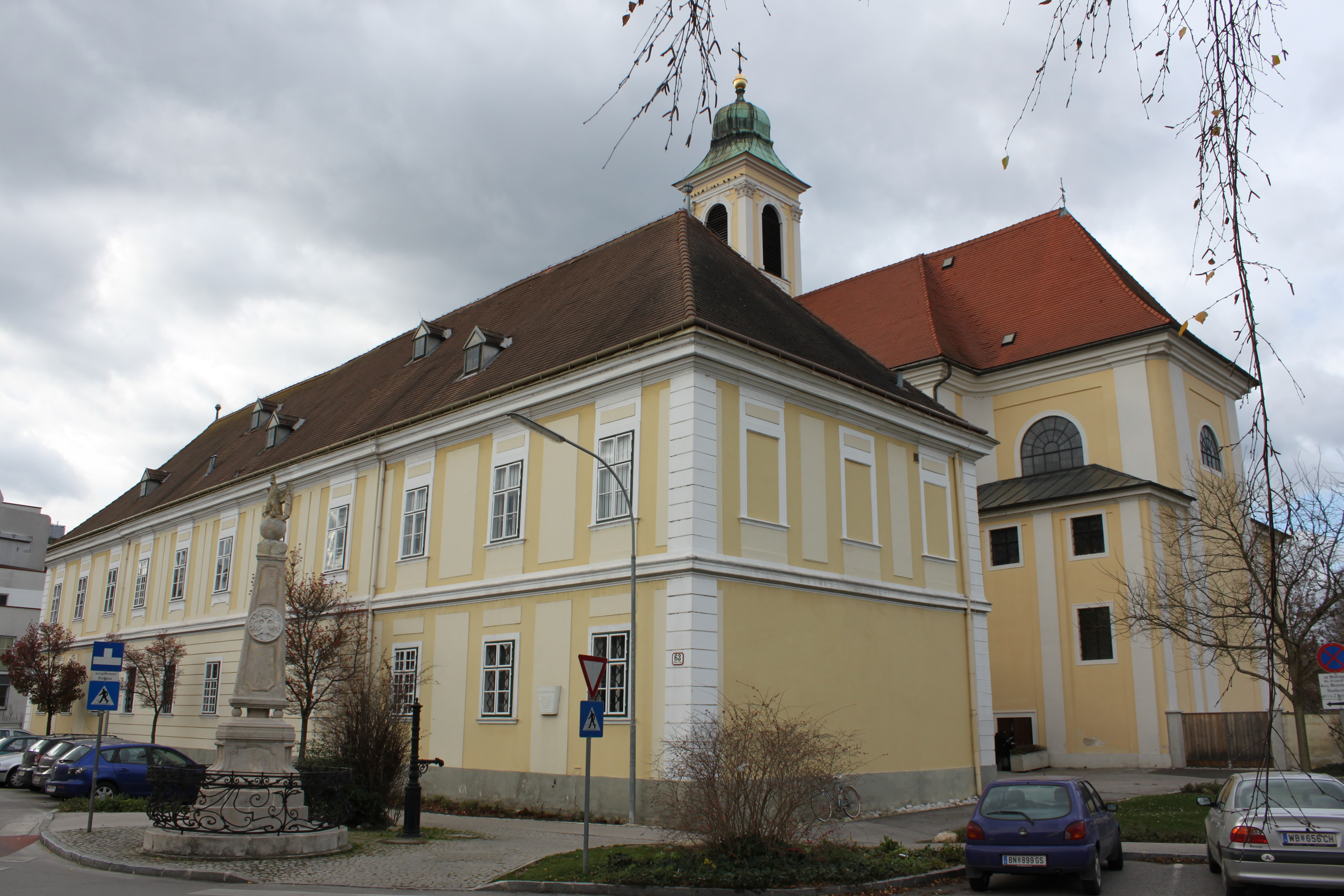
Kaiserbrunnendenkmal, Kaiserbrunnen, Stadtarchiv, Vorstadtkirche

Das Stadtarchiv Wiener Neustadt in der Stadt Wiener Neustadt in der Wiener Straße 63 war ursprünglich ein Jesuitenkolleg und ist über einen Quergang mit der Vorstadtkirche verbunden.
Der lang gestreckte parallel zur Vorstadtkirche verlaufende Flügelbau wurde zeitgleich mit der Kirche von 1737 bis 1743 errichtet und diente bis zur Aufhebung des Jesuitenordens im Jahre 1773 als Jesuitenkolleg. Danach diente das Kolleg als Salzamt zur Grenze von Ungarn und wurde später als Vorläufer der Zollegstätt-Kaserne in die Wiener Straße 60 verlegt. Von 1783 bis 1903 diente das Kolleg als Truppenspital Wiener Neustadt, von 1904 bis 1990 als Stadtmuseum Wiener Neustadt, und ist seit 1992 durch Nutzungstausch das Stadtarchiv.
Das zweigeschoßige Gebäude unter einem Walmdach mit kleinen fenstergroßen Lukarnen ist in der Fassade mit Putzfeldern gestaltet. Das Hauptportal am Kirchenvorplatz zeigt als ehemaliges Jesuitenkolleg das Christusmonogramm IHS. Ebenerdig sind die Räume mit Tonnengewölben und Stichkappengewölben versehen. Im Obergeschoß werden die Räume mit mächtigen Stichkappentonnen auf Konsolen und mit Stuckspiegeln gebildet.